# Motorola Xoom
Xoom est une tablette électronique conçue et développée par Motorola sous Android 3.0. Elle a été présentée au Consumer Electronics Show 2011 et a remporté le prix du meilleur appareil de l'édition.
Lancée le 24 février 2011, en même temps que trois autres produits : le Motorola Atrix, le Motorola Droid Bionic et le Motorola Cliq 2.

## Caractéristiques
La Xoom supporte la lecture de vidéos jusqu'à 1080p. Elle intègre un appareil photo numérique frontale 2 MP pour la visio via Wi-Fi ou Internet mobile et un capteur 5 MP sur la façade arrière, capable d'enregistrer en 720p. La Xoom a un écran large de 10.1 pouces avec une définition d'écran de 1280×800 px. Elle propose l'accélération 3D ainsi qu'une sortie HDMI et divers capteurs incluant un gyroscope
, un accéléromètre, un magnétomètre et un baromètre. La Xoom embarque une puce Nvidia Tegra 2. En janvier il a été rapporté que la Motorola Xoom sera disponible en version Wi-Fi uniquement, un modèle 3G sera proposé par Verizon.

## Vidéos
La Motorola Xoom prend en charge les formats vidéo suivants :
H.263, H.264, MPEG4, VP8
Ainsi que ces formats audio :
AAC, AAC+, AMR NB, AMRWB, MP3, XMF

## Logiciel
La Xoom fonctionne sous Android 3.0 "Honeycomb", dont les nouveautés incluent un nouveau design de l'interface, adapté aux tablettes, un bureau 3D purement inspiré de BumTop (dont Google a fait acquisition en avril 2010), un multitâche amélioré, un système de notifications remodelé, Google Maps 5 en 3D et l'arrivée des onglets, du remplissage automatique des formulaires et de la synchronisation des marque-pages  pour le navigateur web.
Le 23 février Motorola Mobility a annoncé que la Xoom viendra briser sa politique de blocage des terminaux en proposant un bootloader déblocable et reblocable à souhait, offrant aux développeurs d'accéder au matériel pour le développement.
À l'occasion du Google I/O 2011, Google a publié la version 3.1 de Honeycomb (pour certaines versions de la tablette uniquement) 

## Accessoires
La Motorola Xoom pourra être installée sur un dock chargeur ou un support pour regarder des vidéos. Elle supporte aussi les claviers Bluetooth.
Les accessoires disponibles incluent:
• Sacoche de transport/protection
• Dock simple
• Dock Stereo HD
• Clavier sans fil (Bluetooth)

## Caractéristiques annoncées mais non présentes initialement
À la première annonce, le support de Flash et le port microSD n'avaient pas été mentionnés. Adobe a annoncé le 11 mars que Flash serait pris en charge par les terminaux fonctionnant avec Android 3.0 dès le 18 mars et la prochaine mise à jour prévue permettra d'utiliser le slot microSD. Aucune annonce officielle n'a permis de savoir si le port microSD supportera les cartes de type SDHC ou SDXC. Le 11 mars 2011 une version fuitée de Flash 10.2 est rendue téléchargeable sur le forum XoomForum.
Durant l'annonce de ses résultats du second trimestre 2011, Motorola a annoncé avoir produit 440 000 Xoom pendant ce trimestre. 

## Procès
Apple a indiqué le 10 août 2011 avoir porté plainte au tribunal de Düsseldorf contre la tablette Xoom. Apple estime en effet que cette dernière a été copiée de l'iPad et espère obtenir du procès un blocage de sa commercialisation sur le territoire français de la même façon qu'elle l'a obtenu pour la Samsung Galaxy Tab. 